# Résultats détaillés des championnats du monde d'athlétisme 1997
Résultats détaillés des Championnats du monde d'athlétisme 1997 d'Athènes.
| Courses: 100 m - 200 m - 400 m - 800 m - 1 500 m - 5 000 m - 10 000 m - Marathon Obstacles: 100 m haies - 110 m haies - 400 m haies - 3 000 m steeple Marche: 20 km - 50 km - 10 km féminin Sauts: Hauteur - Longueur - Triple saut - Perche Lancers: Javelot - Disque - Poids - Marteau Relais: 4 × 100 m - 4 × 400 m Epreuves combinées: Décathlon - Heptathlon Tableau des médailles - Légende - Liens externes |

## 100 m
| Rang | Pays              | Athlète          | Temps   |
| ---- | ----------------- | ---------------- | ------- |
| 1    | États-Unis        | Maurice Greene   | 9 s 86  |
| 2    | Canada            | Donovan Bailey   | 9 s 91  |
| 3    | États-Unis        | Tim Montgomery   | 9 s 94  |
| 4    | Namibie           | Frank Fredericks | 9 s 95  |
| 5    | Trinité-et-Tobago | Ato Boldon       | 10 s 02 |
| 6    | Nigeria           | Davidson Ezinwa  | 10 s 10 |
| 7    | Canada            | Bruny Surin      | 10 s 12 |
| 8    | États-Unis        | Michael Marsh    | 10 s 29 |

| Rang | Pays       | Athlète            | Temps   |
| ---- | ---------- | ------------------ | ------- |
| 1    | États-Unis | Marion Jones       | 10 s 83 |
| 2    | Ukraine    | Zhanna Pintusevich | 10 s 85 |
| 3    | Bahamas    | Sevatheda Fynes    | 11 s 03 |
| 4    | France     | Christine Arron    | 11 s 05 |
| 5    | États-Unis | Inger Miller       | 11 s 18 |
| 6    | Allemagne  | Melanie Paschke    | 11 s 19 |
| 7    | Jamaïque   | Merlene Ottey      | 11 s 29 |
| 8    | États-Unis | Chryste Gaines     | 11 s 32 |

## 200 m
| Rang | Pays              | Athlète                  | Performance |
| ---- | ----------------- | ------------------------ | ----------- |
| 1    | Trinité-et-Tobago | Ato Boldon               | 20 s 04     |
| 2    | Namibie           | Frank Fredericks         | 20 s 23     |
| 3    | Brésil            | Claudinei da Silva       | 20 s 26     |
| 4    | Cuba              | Iván García              | 20 s 31     |
| 5    | Grèce             | Georgios Panagiotópoulos | 20 s 32     |
| 6    | Barbade           | Obadele Thompson         | 20 s 37     |
| 7    | États-Unis        | Jon Drummond             | 20 s 44     |
| 8    | Belgique          | Patrick Stevens          | 20 s 44     |

| Rang | Pays       | Athlète                  | Temps   |
| ---- | ---------- | ------------------------ | ------- |
| 1    | Ukraine    | Zhanna Pintusevich       | 22 s 32 |
| 2    | Sri Lanka  | Susanthika Jayasinghe    | 22 s 39 |
| 3    | Jamaïque   | Merlene Ottey            | 22 s 40 |
| 4    | Russie     | Yekaterina Leshchova     | 22 s 50 |
| 5    | États-Unis | Inger Miller             | 22 s 52 |
| 6    | Russie     | Marina Trandenkova       | 22 s 65 |
| 7    | Australie  | Melinda Gainsford-Taylor | 22 s 73 |
| 8    | France     | Sylviane Félix           | 22 s 81 |

## 400 m
| Rang | Pays        | Athlète           | Temps       |
| ---- | ----------- | ----------------- | ----------- |
| 1    | États-Unis  | Michael Johnson   | 44 s 12     |
| 2    | Ouganda     | Davis Kamoga      | 44 s 37     |
| 3    | États-Unis  | Tyree Washington  | 44 s 39     |
| 4    | Royaume-Uni | Mark Richardson   | 44 s 47     |
| 5    | États-Unis  | Jerome Young      | 44 s 51     |
| 6    | Royaume-Uni | Iwan Thomas       | 44 s 52     |
| -    | États-Unis  | Antonio Pettigrew | DQ (dopage) |
| 7    | Royaume-Uni | Jamie Baulch      | 45 s 22     |

| Rang | Pays               | Athlète                | Performance |
| ---- | ------------------ | ---------------------- | ----------- |
| 1    | Australie          | Cathy Freeman          | 49 s 77     |
| 2    | Jamaïque           | Sandie Richards        | 49 s 79     |
| 3    | États-Unis         | Jearl Miles-Clark      | 49 s 90     |
| 4    | Allemagne          | Grit Breuer            | 50 s 06     |
| 5    | Nigeria            | Falilat Ogunkoya       | 50 s 27     |
| 6    | République tchèque | Helena Fuchsová        | 50 s 66     |
| 7    | Bahamas            | Pauline Davis-Thompson | 50 s 68     |
| 8    | Russie             | Tatyana Alekseyeva     | 51 s 37     |

## 800 m
| Rang | Pays       | Athlète            | Temps         |
| ---- | ---------- | ------------------ | ------------- |
| 1    | Danemark   | Wilson Kipketer    | 1 min 43 s 38 |
| 2    | Cuba       | Norberto Téllez    | 1 min 44 s 00 |
| 3    | États-Unis | Rich Kenah         | 1 min 44 s 25 |
| 4    | Kenya      | Patrick Konchellah | 1 min 44 s 26 |
| 5    | Norvège    | Vebjørn Rodal      | 1 min 44 s 53 |
| 6    | Pays-Bas   | Marko Koers        | 1 min 44 s 85 |
| 7    | Kenya      | Patrick Ndururi    | 1 min 45 s 24 |
| 8    | États-Unis | Mark Everett       | 1 min 49 s 02 |

| Rang | Pays               | Athlète            | Performance   |
| ---- | ------------------ | ------------------ | ------------- |
| 1    | Cuba               | Ana Fidelia Quirot | 1 min 57 s 14 |
| 2    | Russie             | Yelena Afanasyeva  | 1 min 57 s 56 |
| 3    | Mozambique         | Maria Mutola       | 1 min 57 s 59 |
| 4    | Suriname           | Letitia Vriesde    | 1 min 58 s 12 |
| 5    | République tchèque | Ludmila Formanová  | 1 min 59 s 52 |
| 6    | Nouvelle-Zélande   | Toni Hodgkinson    | 2 min 00 s 40 |
| 7    | États-Unis         | Joetta Clark       | 2 min 02 s 05 |
| 8    | Pays-Bas           | Stella Jongmans    | 2 min 05 s 50 |

## 1 500 m
| Rang | Pays     | Athlète                  | Performance   |
| ---- | -------- | ------------------------ | ------------- |
| 1    | Maroc    | Hicham El Guerrouj       | 3 min 35 s 83 |
| 2    | Espagne  | Fermín Cacho             | 3 min 36 s 63 |
| 3    | Espagne  | Reyes Estévez            | 3 min 37 s 26 |
| 4    | Algérie  | Noureddine Morceli       | 3 min 37 s 37 |
| 5    | Tunisie  | Alí Hakimi               | 3 min 37 s 51 |
| 6    | Qatar    | Mohamed Suleiman         | 3 min 37 s 53 |
| 7    | Canada   | Graham Hood              | 3 min 37 s 55 |
| 8    | Danemark | Robert Kiplagat Andersen | 3 min 37 s 66 |

| Rang | Pays               | Athlète          | Performance   |
| ---- | ------------------ | ---------------- | ------------- |
| 1    | Portugal           | Carla Sacramento | 4 min 04 s 24 |
| 2    | États-Unis         | Regina Jacobs    | 4 min 04 s 63 |
| 3    | Suisse             | Anita Weyermann  | 4 min 04 s 70 |
| 4    | Espagne            | Maite Zúñiga     | 4 min 04 s 80 |
| 5    | Canada             | Leah Pells       | 4 min 06 s 18 |
| 6    | République tchèque | Andrea Suldesová | 4 min 06 s 33 |
| 7    | Russie             | Olga Nelyubova   | 4 min 07 s 34 |
| 8    | Irlande            | Sonia O'Sullivan | 4 min 07 s 81 |

## 5 000 m
| Rang | Pays       | Athlète            | Temps          |
| ---- | ---------- | ------------------ | -------------- |
| 1    | Kenya      | Daniel Komen       | 13 min 07 s 38 |
| 2    | Maroc      | Khalid Boulami     | 13 min 09 s 34 |
| 3    | Kenya      | Tom Nyariki        | 13 min 11 s 09 |
| 4    | Maroc      | Ismaïl Sghyr       | 13 min 17 s 45 |
| 5    | Allemagne  | Dieter Baumann     | 13 min 17 s 64 |
| 6    | États-Unis | Bob Kennedy        | 13 min 19 s 45 |
| 7    | Maroc      | Hassan El Lahssini | 13 min 20 s 52 |
| 8    | Espagne    | Enrique Molina     | 13 min 24 s 54 |

| Rang | Pays        | Athlète                | Performance    |
| ---- | ----------- | ---------------------- | -------------- |
| 1    | Roumanie    | Gabriela Szabo         | 14 min 57 s 68 |
| 2    | Italie      | Roberta Brunet         | 14 min 58 s 29 |
| 3    | Portugal    | Fernanda Ribeiro       | 14 min 58 s 85 |
| 4    | Royaume-Uni | Paula Radcliffe        | 15 min 01 s 74 |
| 5    | Kenya       | Lydia Cheromei         | 15 min 07 s 88 |
| 6    | Chine       | Jianying Liu           | 15 min 10 s 64 |
| 7    | États-Unis  | Libbie Johnson-Hickman | 15 min 11 s 15 |
| 8    | Japon       | Harumi Hiroyama        | 15 min 21 s 19 |

## 10 000 m
| Rang | Pays     | Athlète            | Temps          |
| ---- | -------- | ------------------ | -------------- |
| 1    | Éthiopie | Haile Gebrselassie | 27 min 24 s 58 |
| 2    | Kenya    | Paul Tergat        | 27 min 25 s 62 |
| 3    | Maroc    | Salah Hissou       | 27 min 28 s 67 |
| 4    | Kenya    | Paul Koech         | 27 min 30 s 39 |
| 5    | Éthiopie | Assefa Mezgebu     | 27 min 32 s 48 |
| 6    | Portugal | Domingos Castro    | 27 min 36 s 52 |
| 7    | Éthiopie | Habte Jifar        | 28 min 00 s 29 |
| 8    | Espagne  | Julio Rey          | 28 min 07 s 06 |

| Rang | Pays           | Athlète          | Temps          |
| ---- | -------------- | ---------------- | -------------- |
| 1    | Kenya          | Sally Barsosio   | 31 min 32 s 92 |
| 2    | Portugal       | Fernanda Ribeiro | 31 min 39 s 15 |
| 3    | Japon          | Masako Chiba     | 31 min 41 s 93 |
| 4    | Éthiopie       | Berhane Adere    | 31 min 48 s 95 |
| 5    | Chine          | Ren Xiujuan      | 31 min 50 s 63 |
| 6    | Kenya          | Tegla Loroupe    | 32 min 00 s 93 |
| 7    | Chine          | Siju Yang        | 32 min 01 s 61 |
| 8    | Afrique du Sud | Colleen De Reuck | 32 min 03 s 81 |

## Marathon
| Rang | Pays      | Athlète                 | Temps           |
| ---- | --------- | ----------------------- | --------------- |
| 1    | Espagne   | Abel Anton              | 2 h 13 min 16 s |
| 2    | Espagne   | Martín Fiz              | 2 h 13 min 21 s |
| 3    | Australie | Steve Moneghetti        | 2 h 14 min 16 s |
| 4    | Italie    | Danilo Goffi            | 2 h 14 min 47 s |
| 5    | Brésil    | Luíz Antônio Dos Santos | 2 h 15 min 31 s |
| 6    | Espagne   | Fabián Roncero          | 2 h 16 min 53 s |
| 7    | Italie    | Giacomo Leone           | 2 h 17 min 16 s |
| 8    | Algérie   | Azzedine Sakhri         | 2 h 17 min 44 s |

| Rang | Pays      | Athlète                | Temps           |
| ---- | --------- | ---------------------- | --------------- |
| 1    | Japon     | Hiromi Suzuki          | 2 h 29 min 48 s |
| 2    | Portugal  | Maria Manuela Machado  | 2 h 31 min 12 s |
| 3    | Roumanie  | Lidia Slavuteanu-Simon | 2 h 31 min 55 s |
| 4    | Japon     | Takako Tobise          | 2 h 32 min 18 s |
| 5    | Italie    | Ornella Ferrara        | 2 h 33 min 10 s |
| 6    | Allemagne | Iris Biba              | 2 h 34 min 06 s |
| 7    | Allemagne | Sonja Krolik-Oberem    | 2 h 35 min 28 s |
| 8    | Suisse    | Franziska Rochat-Moser | 2 h 36 min 16 s |

## 20 km marche
| Rang | Pays        | Athlète                | Temps           |
| ---- | ----------- | ---------------------- | --------------- |
| 1    | Mexique     | Daniel García          | 1 h 21 min 43 s |
| 2    | Russie      | Mikhail Shchennikov    | 1 h 21 min 53 s |
| 3    | Biélorussie | Mikhail Khmelnitskiy   | 1 h 22 min 01 s |
| 4    | Chine       | Liu Hongyu             | 1 h 22 min 57 s |
| 5    | Chine       | Zewen Li               | 1 h 23 min 03 s |
| 6    | Biélorussie | Yevgeniy Misyulya      | 1 h 23 min 10 s |
| 7    | Italie      | Michele Didoni         | 1 h 23 min 14 s |
| 8    | Italie      | Giovanni De Benedictis | 1 h 23 min 33 s |

## 50 km marche
| Rang | Pays    | Athlète                | Temps                |
| ---- | ------- | ---------------------- | -------------------- |
| 1    | Pologne | Robert Korzeniowski    | 3 h 44 min 46 s      |
| 2    | Espagne | Jesús Angel García     | 3 h 44 min 59 s      |
| 3    | Mexique | Miguel Angel Rodríguez | 3 h 48 min 30 s      |
| 4    | Russie  | Oleg Ishutkin          | 3 h 50 min 04 s      |
| 5    | Pologne | Tomasz Lipíec          | 3 h 50 min 14 s      |
| 6    | Japon   | Fumio Imamura          | 3 h 50 min 27 s (RN) |
| 7    | France  | Sylvain Caudron        | 3 h 51 min 17 s      |
| 8    | Italie  | Arturo Di Mezza        | 3 h 51 min 33 s      |

## 10 km marche
| Rang | Pays        | Athlète               | Temps          |
| ---- | ----------- | --------------------- | -------------- |
| 1    | Italie      | Annarita Sidoti       | 42 min 55 s 49 |
| 2    | Biélorussie | Olga Kardopoltseva    | 43 min 30 s 20 |
| 3    | Biélorussie | Valentina Tsybulskaya | 43 min 49 s 24 |
| 4    | Chine       | Hongyu Liu            | 43 min 56 s 86 |
| 5    | Italie      | Erica Alfridi         | 43 min 59 s 73 |
| 6    | Hongrie     | Anikó Szebenszky      | 44 min 14 s 94 |
| 7    | Chine       | Yan Gu                | 44 min 24 s 17 |
| 8    | Lettonie    | Anita Liepina         | 45 min 00 s 56 |

## 110 m haies/100 m haies
| Rang | Pays        | Athlète             | Temps   |
| ---- | ----------- | ------------------- | ------- |
| 1    | États-Unis  | Allen Johnson       | 12 s 93 |
| 2    | Royaume-Uni | Colin Jackson       | 13 s 05 |
| 3    | Slovaquie   | Igor Kovác          | 13 s 18 |
| 4    | Allemagne   | Florian Schwarthoff | 13 s 20 |
| 5    | France      | Dan Philibert       | 13 s 26 |
| 6    | États-Unis  | Terry Reese         | 13 s 30 |
| 7    | États-Unis  | Mark Crear          | 13 s 55 |
| 8    | Pologne     | Artur Kohutek       | DNS     |

| Rang | Pays     | Athlète           | Temps   |
| ---- | -------- | ----------------- | ------- |
| 1    | Suède    | Ludmila Engquist  | 12 s 50 |
| 2    | Bulgarie | Svetla Dimitrova  | 12 s 58 |
| 3    | Jamaïque | Michelle Freeman  | 12 s 61 |
| 4    | Slovénie | Brigita Bukovec   | 12 s 69 |
| 5    | Jamaïque | Dionne Rose       | 12 s 87 |
| 6    | Canada   | Keturah Anderson  | 12 s 88 |
| 7    | Russie   | Svetlana Laukhova | 12 s 98 |
| 8    | France   | Patricia Girard   | DQ      |

## 400 m haies
| Rang | Pays               | Athlète           | Temps   |
| ---- | ------------------ | ----------------- | ------- |
| 1    | France             | Stéphane Diagana  | 47 s 70 |
| 2    | Afrique du Sud     | Llewellyn Herbert | 47 s 86 |
| 3    | États-Unis         | Bryan Bronson     | 47 s 88 |
| 4    | Italie             | Fabrizio Mori     | 48 s 05 |
| 5    | Zambie             | Samuel Matete     | 48 s 11 |
| 6    | Russie             | Ruslan Mashchenko | 48 s 62 |
| 7    | Jamaïque           | Dinsdale Morgan   | 49 s 06 |
| 8    | République tchèque | Jiří Mužík        | 49 s 51 |

| Rang | Pays       | Athlète                     | Temps   |
| ---- | ---------- | --------------------------- | ------- |
| 1    | Maroc      | Nezha Bidouane              | 52 s 97 |
| 2    | Jamaïque   | Deon Hemmings               | 53 s 09 |
| 3    | États-Unis | Kim Batten                  | 53 s 52 |
| 4    | Ukraine    | Tetyana Tereshchuk-Antypova | 53 s 81 |
| 5    | Jamaïque   | Debbie-Ann Parris           | 54 s 19 |
| 6    | États-Unis | Tonja Buford-Bailey         | 54 s 77 |
| 7    | Irlande    | Susan Smith-Walsh           | 55 s 25 |
| 8    | Barbade    | Andrea Blackett             | 55 s 63 |

## 3 000 m steeple
| Rang | Pays            | Athlète                | Performance   |
| ---- | --------------- | ---------------------- | ------------- |
| 1    | Kenya           | Wilson Boit Kipketer   | 8 min 05 s 84 |
| 2    | Kenya           | Moses Kiptanui         | 8 min 06 s 04 |
| 3    | Kenya           | Bernard Barmasai       | 8 min 06 s 04 |
| 4    | Arabie saoudite | Saad Shaddad Al-Asmari | 8 min 13 s 87 |
| 5    | Maroc           | Hicham Bouaouiche      | 8 min 14 s 04 |
| 6    | États-Unis      | Mark Croghan           | 8 min 14 s 09 |
| 7    | Norvège         | Jim Svenøy             | 8 min 14 s 80 |
| 8    | Italie          | Angelo Carosi          | 8 min 16 s 01 |

## 4 × 100 m relais
| Rang | Pays        | Athlètes                                                                 | Temps   |
| ---- | ----------- | ------------------------------------------------------------------------ | ------- |
| 1    | Canada      | Robert Esmie Glenroy Gilbert Bruny Surin Donovan Bailey                  | 37 s 86 |
| 2    | Nigeria     | Osmond Ezinwa Olapade Adeniken Francis Obikwelu Davidson Ezinwa          | 38 s 07 |
| 3    | Royaume-Uni | Darren Braithwaite Darren Campbell Douglas Walker Julian Golding         | 38 s 14 |
| 4    | Cuba        | Alfredo García-Baró Misael Ortíz Iván García Luis Alberto Pérez-Rionda   | 38 s 15 |
| 5    | Ghana       | Abu Duah Eric Nkansah Aziz Zakari Emmanuel Tuffour                       | 38 s 26 |
| 6    | Brésil      | Vicente de Lima Claudinei da Silva Robson Caetano da Silva Edson Ribeiro | 38 s 48 |
| 7    | Espagne     | Frutos Feo Venancio José Jordi Mayoral Carlos Berlanga                   | 38 s 72 |
| 8    | France      | Emmanuel Bangué Frédéric Krantz Gilles Quénéhervé Stéphane Cali          | DQ      |

| Rang | Pays       | Athlètes                                                                   | Temps        |
| ---- | ---------- | -------------------------------------------------------------------------- | ------------ |
| 1    | États-Unis | Chryste Gaines Marion Jones Inger Miller Gail Devers                       | 41 s 47 (RC) |
| 2    | Jamaïque   | Beverly McDonald Merlene Frazer Juliet Cuthbert Beverly Grant              | 42 s 10      |
| 3    | France     | Patricia Girard Christine Arron Delphine Combe Sylviane Félix              | 42 s 21 (RN) |
| 4    | Allemagne  | Melanie Paschke Esther Möller Birgit Rockmeier Andrea Philipp              | 42 s 44      |
| 5    | Russie     | Olga Povtaryova Galina Malchugina Marina Trandenkova Yekaterina Leshchova  | 42 s 50      |
| 6    | Bahamas    | Eldece Clarke-Lewis Sevatheda Fynes Debbie Ferguson Pauline Davis-Thompson | 42 s 77      |
| 7    | Nigeria    | Beatrice Utondu Endurance Ojokolo Angela Atede Falilat Ogunkoya            | 43 s 27      |
| 8    | Chine      | Pei Fang Yan Jiankui Liu Xiaomei Li Xuemei                                 | 43 s 32      |

## 4 × 400 m relais
| Rang | Pays           | Athlètes                                                              | Temps              |
| ---- | -------------- | --------------------------------------------------------------------- | ------------------ |
| 1    | Royaume-Uni    | Iwan Thomas Roger Black Jamie Baulch Mark Richardson                  | 2 min 56 s 65      |
| 2    | Jamaïque       | Michael McDonald Gregory Haughton Danny McFarlane Davian Clarke       | 2 min 56 s 75 (RN) |
| 3    | Pologne        | Tomasz Czubak Piotr Rysiukiewicz Piotr Haczek Robert Mackowiak        | 3 min 00 s 26      |
| 4    | Afrique du Sud | Arnaud Malherbe Hezekiél Sepeng Hendrik Mokganyetsi Llewellyn Herbert | 3 min 00 s 26 (RN) |
| 5    | France         | Jean-Louis Rapnouil Marc Foucan Fred Mango Stéphane Diagana           | 3 min 01 s 06      |
| 6    | Zimbabwe       | Tawanda Chiwira Phillip Mukomana Savieri Ngidhi Ken Harnden           | 3 min 01 s 43      |
| 7    | Italie         | Ashraf Saber Marco Vaccari Andrea Nuti Fabrizio Mori                  | 3 min 01 s 52      |
| DQ   | États-Unis     | Jerome Young Antonio Pettigrew Chris Jones Tyree Washington           | DQ                 |

| Rang | Pays               | Athlètes                                                                 | Performance        |
| ---- | ------------------ | ------------------------------------------------------------------------ | ------------------ |
| 1    | Allemagne          | Anke Feller Uta Rohländer Anja Rücker Grit Breuer                        | 3 min 20 s 92      |
| 2    | États-Unis         | Maicel Malone-Wallace Kim Graham Kim Batten Jearl Miles-Clark            | 3 min 21 s 03      |
| 3    | Jamaïque           | Inez Turner Lorraine Graham Deon Hemmings Sandie Richards                | 3 min 21 s 30 (RN) |
| 4    | Russie             | Tatyana Chebykina Olga Kotlyarova Yekaterina Kulikova Tatyana Alekseyeva | 3 min 21 s 57      |
| 5    | République tchèque | Nadezda Kostovalova Ludmila Formanová Hana Benešová Helena Fuchsová      | 3 min 23 s 73      |
| 6    | Royaume-Uni        | Allison Curbishley Michelle Pierre Michelle Thomas Donna Fraser          | 3 min 26 s 27      |
| 7    | Nigeria            | Olabisi Afolabi Fatima Yusuf Doris Jacob Falilat Ogunkoya                | 3 min 30 s 04      |
| 8    | Italie             | Patrizia Spuri Francesca Carbone Carla Barbarino Virna De Angeli         | 3 min 30 s 63      |

## Saut en hauteur
| Rang | Pays         | Athlète               | Hauteur |
| ---- | ------------ | --------------------- | ------- |
| 1    | Cuba         | Javier Sotomayor      | 2,37 m  |
| 2    | Pologne      | Artur Partyka         | 2,35 m  |
| 3    | Australie    | Tim Forsyth           | 2,35 m  |
| 4    | Norvège      | Steinar Hoen          | 2,32 m  |
| 4    | Royaume-Uni  | Dalton Grant          | 2,32 m  |
| 6    | Grèce        | Lambros Papakostas    | 2,32 m  |
| 7    | Israël       | Konstantin Matusevich | 2,29 m  |
| 8    | Corée du Sud | Lee Jin-taek          | 2,29 m  |

| Rang | Pays      | Athlète              | Hauteur |
| ---- | --------- | -------------------- | ------- |
| 1    | Norvège   | Hanne Haugland       | 1,99 m  |
| 2    | Russie    | Olga Kaliturina      | 1,96 m  |
| 2    | Ukraine   | Inga Babakova        | 1,96 m  |
| 4    | Russie    | Yuliya Lyakhova      | 1,96 m  |
| 5    | Suède     | Kajsa Bergqvist      | 1,93 m  |
| 5    | Russie    | Tatyana Motkova      | 1,93 m  |
| 7    | Italie    | Antonella Bevilacqua | 1,93 m  |
| 7    | Allemagne | Alina Astafei        | 1,93 m  |
| 7    | Slovénie  | Britta Bilac         | 1,93 m  |

## Saut en longueur
| Rang | Pays        | Athlète                | Distance |
| ---- | ----------- | ---------------------- | -------- |
| 1    | Cuba        | Iván Pedroso           | 8,42 m   |
| 2    | États-Unis  | Erick Walder           | 8,38 m   |
| 3    | Russie      | Kirill Sosunov         | 8,18 m   |
| 4    | Jamaïque    | James Beckford         | 8,14 m   |
| 5    | Brésil      | Nélson Carlos Ferreira | 8,04 m   |
| 6    | Biélorussie | Aleksandr Glavatskiy   | 8,03 m   |
| 7    | Sénégal     | Cheikh Tidiane Touré   | 7,98 m   |
| 8    | États-Unis  | Kevin Dilworth         | 7,88 m   |

| Rang | Pays       | Athlète              | Distance |
| ---- | ---------- | -------------------- | -------- |
| 1    | Russie     | Lyudmila Galkina     | 7,05 m   |
| 2    | Grèce      | Níki Xánthou         | 6,94 m   |
| 3    | Italie     | Fiona May            | 6,91 m   |
| 4    | Allemagne  | Heike Drechsler      | 6,89 m   |
| 5    | États-Unis | Jackie Joyner-Kersee | 6,79 m   |
| 6    | Allemagne  | Susen Tiedtke        | 6,78 m   |
| 7    | Ukraine    | Viktoriya Vershinina | 6,71 m   |
| 8    | Suède      | Erica Johansson      | 6,64 m   |

## Saut à la perche
| Rang | Pays        | Athlète            | Hauteur     |
| ---- | ----------- | ------------------ | ----------- |
| 1    | Ukraine     | Sergueï Bubka      | 6,01 m (RC) |
| 2    | Russie      | Maksim Tarasov     | 5,96 m      |
| 3    | États-Unis  | Dean Starkey       | 5,91 m      |
| 4    | Allemagne   | Tim Lobinger       | 5,80 m      |
| 5    | Royaume-Uni | Nick Buckfield     | 5,70 m      |
| 6    | États-Unis  | Pat Manson         | 5,70 m      |
| 7    | Russie      | Vadim Strogalyov   | 5,70 m      |
| 8    | Russie      | Yevgeniy Smiryagin | 5,70 m      |

## Triple saut
| Rang | Pays        | Athlète            | Distance     |
| ---- | ----------- | ------------------ | ------------ |
| 1    | Cuba        | Yoelbi Quesada     | 17,85 m      |
| 2    | Royaume-Uni | Jonathan Edwards   | 17,69 m      |
| 3    | Cuba        | Aliecer Urrutia    | 17,64 m      |
| 4    | Russie      | Denis Kapustin     | 17,59 m      |
| 5    | Bermudes    | Brian Wellman      | 17,22 m      |
| 6    | Dominique   | Jérôme Romain      | 17,17 m      |
| 7    | Grèce       | Hrístos Melétoglou | 17,12 m (RN) |
| 8    | Ghana       | Andrew Owusu       | 17,11 m      |

| Rang | Pays               | Athlète                  | Distance     |
| ---- | ------------------ | ------------------------ | ------------ |
| 1    | République tchèque | Sarka Kasparkova         | 15,20 m      |
| 2    | Roumanie           | Rodica Petrescu-Mateescu | 15,16 m (RN) |
| 3    | Ukraine            | Yelena Govorova          | 14,67 m      |
| 4    | Grèce              | Ólga-Anastasía Vasdéki   | 14,62 m (RN) |
| 5    | Royaume-Uni        | Ashia Hansen             | 14,49 m      |
| 6    | Bulgarie           | Tereza Marinova          | 14,34 m      |
| 7    | Lettonie           | Jelena Blazevica         | 14,06 m      |
| 8    | France             | Betty Lise               | 14,03 m      |

## Lancer du javelot
| Rang | Pays           | Athlète           | Distance     |
| ---- | -------------- | ----------------- | ------------ |
| 1    | Afrique du Sud | Marius Corbett    | 88,40 m (RA) |
| 2    | Royaume-Uni    | Steve Backley     | 86,80 m      |
| 3    | Grèce          | Kostas Gatsioudis | 86,64 m      |
| 4    | Royaume-Uni    | Mick Hill         | 86,54 m      |
| 5    | Russie         | Sergey Makarov    | 86,32 m      |
| 6    | Allemagne      | Boris Henry       | 84,54 m      |
| 7    | Cuba           | Emeterio González | 83,56 m (RN) |
| 8    | Finlande       | Aki Parviainen    | 82,80 m      |

| Rang | Pays      | Athlète                 | Distance |
| ---- | --------- | ----------------------- | -------- |
| 1    | Norvège   | Trine Solberg-Hattestad | 68,78 m  |
| 2    | Australie | Joanna Stone            | 68,64 m  |
| 3    | Allemagne | Tanja Damaske           | 67,12 m  |
| 4    | Finlande  | Mikaela Ingberg         | 66,00 m  |
| 5    | Roumanie  | Felicia Țilea-Moldovan  | 64,90 m  |
| 6    | Cuba      | Sonia Bicet Poll        | 63,80 m  |
| 7    | Cuba      | Osleidys Menéndez       | 63,76 m  |
| 8    | Russie    | Tatyana Shikolenko      | 63,76 m  |

## Lancer du disque
| Rang | Pays        | Athlète               | Distance |
| ---- | ----------- | --------------------- | -------- |
| 1    | Allemagne   | Lars Riedel           | 68,54 m  |
| 2    | Lituanie    | Virgilijus Alekna     | 66,70 m  |
| 3    | Allemagne   | Jürgen Schult         | 66,14 m  |
| 4    | Biélorussie | Vladimir Dubrovshchik | 66,12 m  |
| 5    | États-Unis  | John Godina           | 65,40 m  |
| 6    | Allemagne   | Andreas Seelig        | 64,48 m  |
| 7    | États-Unis  | Adam Setliff          | 63,44 m  |
| 8    | Royaume-Uni | Robert Weir           | 63,06 m  |

| Rang | Pays             | Athlète            | Distance |
| ---- | ---------------- | ------------------ | -------- |
| 1    | Nouvelle-Zélande | Beatrice Faumuina  | 66,82 m  |
| 2    | Biélorussie      | Ellina Zvereva     | 65,90 m  |
| 3    | Russie           | Natalya Sadova     | 65,14 m  |
| 4    | Russie           | Larisa Korotkevich | 63,02 m  |
| 5    | Biélorussie      | Irina Yatchenko    | 62,58 m  |
| 6    | Portugal         | Teresa Machado     | 62,00 m  |
| 7    | Grèce            | Stella Tsikoúna    | 61,92 m  |
| 8    | Italie           | Agnese Maffeis     | 61,40 m  |

## Lancer du poids
| Rang | Pays       | Athlète           | Distance |
| ---- | ---------- | ----------------- | -------- |
| 1    | États-Unis | John Godina       | 21,44 m  |
| 2    | Allemagne  | Oliver-Sven Buder | 21,24 m  |
| 3    | États-Unis | C. J. Hunter      | 20,33 m  |
| 4    | Ukraine    | Yuriy Bilonoh     | 20,26 m  |
| 5    | Finlande   | Mika Halvari      | 20,13 m  |
| 6    | Ukraine    | Roman Virastyuk   | 20,12 m  |
| 7    | États-Unis | Kevin Toth        | 20,02 m  |
| 8    | Allemagne  | Michael Mertens   | 19,91 m  |

| Rang | Pays       | Athlète                     | Distance |
| ---- | ---------- | --------------------------- | -------- |
| 1    | Allemagne  | Astrid Kumbernuss           | 20,71 m  |
| 2    | Ukraine    | Vita Pavlysh                | 20,66 m  |
| 3    | Allemagne  | Stephanie Storp             | 19,22 m  |
| 4    | Chine      | Huang Zhihong               | 19,15 m  |
| 5    | États-Unis | Connie Price-Smith          | 19,00 m  |
| 6    | Chine      | Li Meisu                    | 18,62 m  |
| 7    | Allemagne  | Nadine Kleinert             | 18,42 m  |
| 8    | Pologne    | Krystyna Danilczyk-Zabawska | 17,83 m  |

## Lancer du marteau
| Rang | Pays        | Athlète           | Distance |
| ---- | ----------- | ----------------- | -------- |
| 1    | Allemagne   | Heinz Weis        | 81,78 m  |
| 2    | Ukraine     | Andriy Skvaruk    | 81,46 m  |
| 3    | Russie      | Vasiliy Sidorenko | 80,76 m  |
| 4    | Hongrie     | Balázs Kiss       | 79,96 m  |
| 5    | Biélorussie | Igor Astapkovich  | 79,70 m  |
| 6    | Russie      | Ilya Konovalov    | 78,68 m  |
| 7    | Russie      | Vadim Khersontsev | 77,42 m  |
| 8    | Ukraine     | Oleksandr Krykun  | 77,14 m  |

## Décathlon/Heptathlon
| Rang | Pays               | Athlète           | Points          |
| ---- | ------------------ | ----------------- | --------------- |
| 1    | République tchèque | Tomáš Dvořák      | 8 837 pts (RC)  |
| 2    | Finlande           | Eduard Hämäläinen | 8 730 pts (RN)  |
| 3    | Allemagne          | Frank Busemann    | 8 652 pts       |
| 4    | États-Unis         | Steve Fritz       | 8 463 pts       |
| 5    | Ouzbékistan        | Ramil Ganiyev     | 8 445 pts (RAs) |
| 6    | Estonie            | Erki Nool         | 8 413 pts       |
| 7    | Allemagne          | Stefan Schmid     | 8 360 pts       |
| 8    | Canada             | Mike Smith        | 8 307 pts       |

| Rang | Pays        | Athlète              | Points    |
| ---- | ----------- | -------------------- | --------- |
| 1    | Allemagne   | Sabine Braun         | 6 739 pts |
| 2    | Royaume-Uni | Denise Lewis         | 6 654 pts |
| 3    | Lituanie    | Remigija Nazaroviene | 6 566 pts |
| 4    | Pologne     | Urszula Wlodarczyk   | 6 542 pts |
| 5    | Biélorussie | Natalya Sazanovich   | 6 428 pts |
| 6    | Allemagne   | Mona Steigauf        | 6 406 pts |
| 7    | États-Unis  | Shundra Le Nathan    | 6 298 m   |
| 8    | Russie      | Irina Vostrikova     | 6 277 pts |

## Légende
- RC: Record du championnat
- RN : Record national
- RA : Record d'Afrique
- RAs : Record d'Asie